# Jamtamot
Das Jamtamot, auch Jämtamot, war das selbständige Landsting Jämtlands auf der Insel Frösön im heutigen Schweden. Es war ein „Allting“, was bedeutete, dass alle Jämten das Recht hatten, am Ting teilzunehmen.

## Geschichte
Isländischen Quellen zufolge wurde das Jamtamot nach 930 vom norwegischen König Håkon dem Guten eingerichtet. Ein Brief dreier jämtländischer Priester an ihren Erzbischof aus dem Jahre 1350 bestätigt, dass das Ting bereits „vor der Zeit, als man Kirchen baute“ bestand. Die Christianisierung Jämtlands ist durch den Runenstein von Frösön für das frühe 11. Jahrhundert belegt. Das Jamtamot bestand auch nach der Einverleibung Jämtlands durch Norwegen weiter und wurde erst 1470 vom König abgeschafft und durch ein „Lagting“ ersetzt.
Die Tingstätte soll zunächst bei einem Ort namens „Sprotseid“ gelegen haben, dessen Lage jedoch nicht mehr bekannt ist. Später soll es auf eine Erhebung auf Frösöen verlagert worden sein.
Das Jamtamot wurde nicht wie in anderen Gebieten Norwegens zur Mittsommerzeit, sondern in der sogenannten motsvecka, der Woche um den 12. März, abgehalten, in der auch gleichzeitig Jämtlands größter Markt (kaupstefna) stattfand, der seit der Christianisierung bis 1914 als „Sankt Gregorsmarkt“ weiterlebte.
In der motsvecka wurden alle Streitigkeiten und Verbrechen, die während des vergangenen Jahre vorgefallen waren, verhandelt. Auch wurden Erbe und Kauf von Ländereien rechtsgültig bestätigt. Grundlage aller Urteile und Beschlüsse war das sogenannte „Jämtlandgesetz“ (jamtlandslag), das erst mündlich überliefert, später im „Gesetzesbuch“ (lagboken) niedergeschrieben wurde.
Die Wortendung „-mot“ soll aus dem Gotischen stammen.